# علاج بالمحادثة
علاج بالمحادثة (بالإنجليزية: Talking cure)‏ وتُسمى أيضًا chimney sweeping، هي مُصطلحات برثا بابنهيم، وهي معروفة في دراسات الحالة التي كتبتها باسمها المُستعار (Anna O.)، وقد نُشِرَت لأول مرة من خلال «دراسات في الهستيريا» الصادر عام 1895.

## التطور

### اشتقاق الاسم
وجد بريور أن معاناة المريضة، المتمثلة في الأعراض النفسية، والتي تخلو من الأعراض العضوية، قد تحسنت حين عبرت عن مشاعرها المكبوتة.